# Wulfnoth Cild
Wulfnoth Cild (inglés antiguo: Úlfnath, m. 1014) fue un noble anglosajón, thegn del sur de Sussex. Los historiadores le imputan la paternidad de Godwin de Wessex y por lo tanto es abuelo del rey Harold Godwinson. Se sabe que el padre de Godwin recibía el nombre de Wulfnoth y bajo el punto de vista del historiador Frank Barlow, las múltiples plazas en Sussex son evidencias incuestionables que testifica la existencia del thegn sajón.
En 1008, el rey Etelredo II el Indeciso (Æthelred) ordenó la creación de una flota para combatir los ataques vikingos, llegando a disponer al año siguiente una fuerza naval de 300 naves emplazadas en Sandwich en Kent. Beorhtric, hermano de Eadric Streona, denunció cargos injustos (hoy desconocidos) contra Wulfnoth, según la crónica de John de Worcester. Wulfnoth escapó con veinte naves y devastó la costa sur. Brihtric le persiguió con ochenta naves, pero su flota fue embestida por una tormenta que diezmó sus fuerzas que acabaron siendo vencidas y quemadas por Wulfnoth. Tras la pérdida de un tercio de la flota, el resto se retiró a Londres y los vikingos aprovecharon las circunstancias para invadir Kent sin apenas oposición. Æthelred confiscó todas las propiedades de Wulfnoth.
Wulfnoth Cild murió en junio de 1014.

## Cultura popular
Wulfnoth es uno de los personajes principales de la novela Shieldwall (2011), de Justin Hill, primera obra de una trilogía sobre la conquista de Inglaterra.

## Legado
La Iglesia de Santa María de Woolnoth en Londres fue fundada por un noble anglosajón llamado Wulfnoth, que pudo ser el mismo Wulfnoth Cild de Sussex.